# Kritikerumfrage der Opernwelt
In einer jährlichen Kritikerumfrage ermittelt die Berliner Fachzeitschrift für Musiktheater opernwelt für die zurückliegende Spielzeit die besten Opernhäuser, Produktionen, Sänger, Regisseure, Chöre usw. Die Gewinner der jeweiligen Kategorie werden als „Opernhaus des Jahres“, „Aufführung des Jahres“, „Sänger des Jahres“, „Chor des Jahres“ usw. bezeichnet.
An der Umfrage werden 50 Opernkritiker aus verschiedenen Ländern beteiligt. Die Auszeichnung wird jährlich im Sommer/Herbst zum Abschluss der Spielzeit veröffentlicht. Berücksichtigt werden insbesondere Bühnen im deutschsprachigen Raum (Deutschland, Schweiz und Österreich).

## Ergebnisse

### Ensemble
| Spielzeit | Opernhaus des Jahres | Chor des Jahres | Orchester des Jahres |
| --------- | --- | --- | --- |
| 1992/1993 | Oper Leipzig | | |
| 1993/1994 | Staatsoper Stuttgart | | |
| 1994/1995 | Oper Zürich | | |
| 1995/1996 | Oper Frankfurt | | |
| 1996/1997 | Hamburgische Staatsoper | | |
| 1997/1998 | Staatsoper Stuttgart | | |
| 1998/1999 | Staatsoper Stuttgart | Stuttgarter Staatsopernchor | Berliner Philharmoniker |
| 1999/2000 | Staatsoper Stuttgart | Stuttgarter Staatsopernchor | Staatskapelle Berlin |
| 2000/2001 | Grazer Oper | Stuttgarter Staatsopernchor | Philharmonia Zürich |
| 2001/2002 | Staatsoper Stuttgart | Stuttgarter Staatsopernchor | Staatsorchester Stuttgart |
| 2002/2003 | Oper Frankfurt | Stuttgarter Staatsopernchor | Essener Philharmonie |
| 2003/2004 | Das deutsche Stadttheater | Staatsopernchor Hannover | Staatskapelle Berlin |
| 2004/2005 | Hamburgische Staatsoper | Stuttgarter Staatsopernchor | Staatskapelle Berlin |
| 2005/2006 | Staatsoper Stuttgart | Stuttgarter Staatsopernchor | Staatskapelle Berlin |
| 2006/2007 | Oper Bremen und Komische Oper Berlin | Chor der Komischen Oper Berlin | Freiburger Barockorchester |
| 2007/2008 | Aalto-Theater, Essen | Chor der Deutschen Oper Berlin | Essener Philharmonie, Staatskapelle Berlin                                                                                                 |
| 2008/2009 | Theater Basel | Chor der Deutschen Oper Berlin | Bayerisches Staatsorchester, Frankfurter Opern- und Museumsorchester                                                                       |
| 2009/2010 | Theater Basel | Chor der Deutschen Oper Berlin | Frankfurter Opern- und Museumsorchester |
| 2010/2011 | La Monnaie, Brüssel | Stuttgarter Staatsopernchor | Frankfurter Opern- und Museumsorchester |
| 2011/2012 | Kölner Oper | Stuttgarter Staatsopernchor | Bayerisches Staatsorchester |
| 2012/2013 | Komische Oper Berlin | Chor des Theaters Basel | Staatskapelle Dresden |
| 2013/2014 | Bayerische Staatsoper, München | Chor des Nationaltheaters Mannheim | Bayerisches Staatsorchester |
| 2014/2015 | Nationaltheater Mannheim und Oper Frankfurt                                                                                                | Chor der Komischen Oper Berlin | Bayerisches Staatsorchester |
| 2015/2016 | Oper Stuttgart | Chor der Nationale Opera in Amsterdam | Bayerisches Staatsorchester |
| 2016/2017 | Opéra de Lyon | Chor der Staatsoper Stuttgart | Bayerisches Staatsorchester |
| 2017/2018 | Oper Frankfurt | Chor der Staatsoper Stuttgart | Bayerisches Staatsorchester |
| 2018/2019 | Opéra national du Rhin | Chor der Staatsoper Stuttgart | Bayerisches Staatsorchester |
| 2019/2020 | Oper Frankfurt, Grand Théâtre de Genève | Chor der Staatsoper Stuttgart | Bayerisches Staatsorchester |
| 2020/2021 | Aufgrund der COVID-19-Pandemie gab es für diese Spielzeit keine Wahl, sondern persönliche Einschätzungen von 40 internationalen Kritikern. | Aufgrund der COVID-19-Pandemie gab es für diese Spielzeit keine Wahl, sondern persönliche Einschätzungen von 40 internationalen Kritikern. | Aufgrund der COVID-19-Pandemie gab es für diese Spielzeit keine Wahl, sondern persönliche Einschätzungen von 40 internationalen Kritikern. |
| 2021/2022 | Oper Frankfurt | Chor der Oper Frankfurt | Bayerisches Staatsorchester |
| 2022/2023 | Oper Frankfurt | Chor der Oper Frankfurt | Bayerisches Staatsorchester |
| 2023/2024 | Oper Frankfurt | Chor der Oper Frankfurt | Bayerisches Staatsorchester |

### Personen
Sänger/-in des Jahres
- 1995/1996: Hanna Schwarz, Edita Gruberová, Matti Salminen
- 1996/1997: Edita Gruberová, Hildegard Behrens, Luana DeVol, Alan Titus
- 1997/1998: Gabriele Schnaut, David Daniels, Ian Bostridge
- 1998/1999: Angela Denoke, Peter Seiffert
- 1999/2000: Luana DeVol
- 2000/2001: Susan Graham, Jacek Strauch
- 2001/2002: Anne Schwanewilms, Gabriel Sadé
- 2002/2003: Anna Netrebko, Jacek Laszczkowski
- 2003/2004: Marlis Petersen
- 2004/2005: Nina Stemme, Rolando Villazón
- 2005/2006: Catherine Naglestad, René Pape
- 2006/2007: Christine Schäfer
- 2007/2008: Diana Damrau, Michael Volle
- 2008/2009: Anja Harteros, Jonas Kaufmann
- 2009/2010: Marlis Petersen, Christian Gerhaher
- 2010/2011: Johannes Martin Kränzle[24]
- 2011/2012: Nina Stemme[11]
- 2012/2013: Barbara Hannigan[13]
- 2013/2014: Michael Volle
- 2014/2015: Georg Nigl, Marlis Petersen (zum dritten Mal nach 2004 und 2010)[14]
- 2015/2016: Christian Gerhaher[15]
- 2016/2017: Anja Harteros, Matthias Klink[16]
- 2017/2018: Johannes Martin Kränzle[17]
- 2018/2019: Asmik Grigorian[18]
- 2019/2020: Marlis Petersen, Jakub Józef Orliński[19]
- 2020/2021: –
- 2021/2022: Vera-Lotte Boecker[21]
- 2022/2023: Michael Volle[22]
- 2023/2024: Asmik Grigorian, John Osborn[23]

Nachwuchssänger/-in bzw. Nachwuchskünstler des Jahres
- 1995/1996: Christine Schäfer[25]
- 1996/1997: Alexandra von der Weth[26]
- 1997/1998: Iride Martinez
- 1998/1999: Nadja Michael, Vivica Genaux
- 1999/2000: Anja Harteros, Stefan Vinke
- 2000/2001: Daniela Denschlag, Francis Pappas, David Walker
- 2001/2002: –
- 2002/2003: –
- 2003/2004: –
- 2004/2005: Pavol Breslik
- 2005/2006: Anna Palimina
- 2006/2007: Andris Nelsons
- 2007/2008: Philippe Jaroussky
- 2008/2009: Christiane Karg
- 2009/2010: Svetlana Ignatovich
- 2010/2011: Julia Lezhneva[24]
- 2011/2012: Ana Durlovski[12]
- 2012/2013: Diana Haller[13]
- 2013/2014: Hanna-Elisabeth Müller
- 2014/2015: Elena Sancho Pereg[14]
- 2015/2016: Elsa Dreisig[15]
- 2016/2017: Demis Volpi[16]
- 2017/2018: Anna El-Khashem[17]
- 2018/2019: Lise Davidsen[18]
- 2019/2020: „Tolle neue Stimmen“[27]
- 2022/2023: Konstantin Krimmel[22]
- 2023/2024: –[23]

Regisseur/-in des Jahres
- 1996/1997: Herbert Wernicke
- 1997/1998: Peter Konwitschny
- 1998/1999: Peter Konwitschny
- 1999/2000: Peter Konwitschny
- 2000/2001: Peter Konwitschny
- 2001/2002: Sergio Morabito und Jossi Wieler
- 2002/2003: Christof Loy
- 2003/2004: Christof Loy
- 2004/2005: Hans Neuenfels
- 2005/2006: Sebastian Baumgarten
- 2006/2007: Stefan Herheim
- 2007/2008: Christof Loy und Hans Neuenfels
- 2008/2009: Stefan Herheim
- 2009/2010: Stefan Herheim
- 2010/2011: Achim Freyer[24]
- 2011/2012: Jossi Wieler & Sergio Morabito[12]
- 2012/2013: Tatjana Gürbaca[13]
- 2013/2014: Romeo Castellucci
- 2014/2015: Hans Neuenfels (zum dritten Mal nach 2005 und 2008)[14]
- 2015/2016: Barrie Kosky[15]
- 2016/2017: Dmitri Tschernjakow[16]
- 2017/2018: Peter Konwitschny[17]
- 2018/2019: Romeo Castellucci[18]
- 2019/2020: Tobias Kratzer[19]
- 2020/2021: –
- 2021/2022: Kirill Serebrennikow[21]
- 2022/2023: Dmitri Tschernjakow[22]
- 2023/2024: Lydia Steier[23]

Dirigent/-in des Jahres
- 1995/1996: Michael Gielen
- 1996/1997: Lothar Zagrosek
- 1997/1998: Ingo Metzmacher
- 1998/1999: Lothar Zagrosek
- 1999/2000: Claudio Abbado
- 2000/2001: Sylvain Cambreling
- 2001/2002: Ádám Fischer
- 2002/2003: Sebastian Weigle
- 2003/2004: William Christie
- 2004/2005: Pierre Boulez
- 2005/2006: Simone Young
- 2006/2007: Kirill Petrenko
- 2007/2008: Claudio Abbado
- 2008/2009: Kirill Petrenko
- 2009/2010: Ingo Metzmacher
- 2010/2011: Mariss Jansons[24]
- 2011/2012: Christian Thielemann[12]
- 2012/2013: Lothar Zagrosek[13]
- 2013/2014: Kirill Petrenko
- 2014/2015: Kirill Petrenko (wie 2007, 2009 und 2014)[14]
- 2015/2016: Teodor Currentzis[15]
- 2016/2017: Hartmut Haenchen[16]
- 2017/2018: John Eliot Gardiner[17]
- 2018/2019: Joana Mallwitz[18]
- 2019/2020: Kirill Petrenko, Titus Engel[19]
- 2020/2021: –
- 2021/2022: Kirill Petrenko[21]
- 2022/2023: Kirill Petrenko[22]
- 2023/2024: Pablo Heras-Casado[23]

Bühnenbildner/-in des Jahres
- 1995/1996: Anna Viebrock
- 1996/1997: –
- 1997/1998: Stefanos Lazaridis
- 1998/1999: Anna Viebrock
- 1999/2000: Richard Jones und Antony McDonald
- 2000/2001: Jörg Koßdorff
- 2001/2002: Anna Viebrock
- 2002/2003: Christian Schmidt
- 2003/2004: Helmut Brade
- 2004/2005: Anna Viebrock
- 2005/2006: Anna Viebrock
- 2006/2007: Robert Innes Hopkins
- 2007/2008: Johannes Leiacker
- 2008/2009: Heike Scheele
- 2009/2010: Rebecca Ringst
- 2010/2011: Martin Zehetgruber[24]
- 2011/2012: Dmitri Tschernjakow[12]
- 2012/2013: Suzanne Andrade & Paul Barritt[13]
- 2013/2014: Aleksandar Denić
- 2014/2015: Philipp Stölzl[14]
- 2015/2016: Anna Viebrock[15]
- 2016/2017: Romeo Castellucci[16]
- 2017/2018: Johannes Leiacker[17]
- 2018/2019: Romeo Castellucci[18]
- 2019/2020: Katrin Lea Tag[19]
- 2023/2024: Dmitri Tcherniakov[23]

Kostümbildner/-in des Jahres
- 1998/1999: Anna Viebrock
- 1999/2000: Reinhard von der Thannen
- 2000/2001: Christian Sedelmayer
- 2001/2002: Anna Viebrock
- 2002/2003: Reinhard von der Thannen
- 2003/2004: Gideon Davey, Brigitte Reiffenstuel und Reinhard von der Thannen
- 2004/2005: Christian Schmidt
- 2005/2006: Achim Freyer
- 2006/2007: Nina Weitzner
- 2007/2008: Anna Viebrock
- 2008/2009: Gesine Völlm[28]
- 2009/2010: Gesine Völlm[28]
- 2010/2011: Reinhard von der Thannen[24]
- 2011/2012: Christian Schmidt[12]
- 2012/2013: Victoria Behr[13]
- 2013/2014: Gesine Völlm
- 2014/2015: Gianluca Falaschi[14]
- 2015/2016: Anna Viebrock[15]
- 2016/2017: Gianluca Falaschi[16]
- 2017/2018: Klaus Bruns[17]
- 2018/2019: Ursula Kudrna[18]
- 2019/2020: Achim Freyer[19]
- 2023/2024: Gianluca Falaschi[23]

### Produktionen
Aufführung des Jahres
- 1995/1996: Xerxes von Georg Friedrich Händel an der Bayerischen Staatsoper
- 1996/1997: Das Mädchen mit den Schwefelhölzern von Helmut Lachenmann an der Staatsoper Hannover
- 1997/1998: Die Entführung aus dem Serail von Wolfgang Amadeus Mozart an der Staatsoper Stuttgart
- 1998/1999: Káťa Kabanová von Leoš Janáček bei den Salzburger Festspielen
- 1999/2000: Götterdämmerung von Richard Wagner an der Oper Stuttgart
- 2000/2001: Falstaff von Giuseppe Verdi bei den Vereinigten Bühnen Graz
- 2001/2002: Ariadne auf Naxos von Richard Strauss bei den Salzburger Festspielen
- 2002/2003: Rinaldo von Georg Friedrich Händel in Montpellier, Innsbruck und Berlin (Nigel Lowery, René Jacobs)
- 2003/2004: Al gran sole carico d’amore von Luigi Nono an der Staatsoper Hannover
- 2004/2005: Doktor Faust von Ferruccio Busoni an der Staatsoper Stuttgart
- 2005/2006: Alceste von Christoph Willibald Gluck an der Staatsoper Stuttgart
- 2006/2007: Aus einem Totenhaus von Leoš Janáček bei den Wiener Festwochen
- 2007/2008: Penthesilea von Othmar Schoeck am Theater Basel
- 2008/2009: Parsifal von Richard Wagner bei den Bayreuther Festspielen
- 2009/2010: Macbeth von Giuseppe Verdi am Brüsseler Opernhaus La Monnaie/De Munt
- 2010/2011: Les Huguenots von Giacomo Meyerbeer am Brüsseler Opernhaus La Monnaie/De Munt[24]
- 2011/2012: La sonnambula von Vincenzo Bellini an der Oper Stuttgart[12]
- 2012/2013: Parsifal von Richard Wagner an der Vlaamse Opera in Antwerpen[13]
- 2013/2014: Die Soldaten von Bernd Alois Zimmermann an der Bayerischen Staatsoper München
- 2014/2015: Jakob Lenz, Kammeroper von Wolfgang Rihm an der Oper Stuttgart[14]
- 2015/2016: Donnerstag aus Licht von Karlheinz Stockhausen am Theater Basel[15]
- 2016/2017: Lulu von Alban Berg an der Hamburgischen Staatsoper[16]
- 2017/2018: Die Meistersinger von Nürnberg von Richard Wagner bei den Bayreuther Festspielen (Inszenierung: Barrie Kosky, Kostüme: Klaus Bruns)[17]
- 2018/2019: Salome von Richard Strauss bei den Salzburger Festspielen[18]
- 2019/2020: Tannhäuser von Richard Wagner bei den Bayreuther Festspielen[19]
- 2020/2021: –
- 2021/2022: Die Nacht vor Weihnachten von Nikolai Rimski-Korsakow an der Oper Frankfurt[21]
- 2022/2023: Krieg und Frieden von Sergei Prokofjew an der Bayerischen Staatsoper in München[22]
- 2023/2024: Moses und Aron von Arnold Schönberg an der Oper Bonn, Pique Dame von Pjotr Tschaikowski an der Opéra National de Lyon, Die Passagierin von Mieczysław Weinberg an der Bayerischen Staatsoper in München, Tannhäuser von Richard Wagner an der Oper Frankfurt, The Greek Passion von Bohuslav Martinů bei den Salzburger Festspielen[23]

Uraufführung des Jahres
- 1996/1997: Das Mädchen mit den Schwefelhölzern von Helmut Lachenmann an der Hamburgischen Staatsoper
- 1997/1998: Die tödliche Blume von Salvatore Sciarrino bei den Schwetzinger Festspielen
- 1998/1999: Schneewittchen von Heinz Holliger am Opernhaus Zürich
- 1999/2000: Pnima von Chaya Czernowin bei der Münchener Biennale
- 2000/2001: Bernarda Albas Haus von Aribert Reimann an der Bayerischen Staatsoper München
- 2001/2002: Macbeth von Salvatore Sciarrino bei den Schwetzinger Festspielen
- 2002/2003: Begehren von Beat Furrer beim Steirischen Herbst in Graz
- 2003/2004: Das Gesicht im Spiegel von Jörg Widmann im Cuvilliés-Theater München
- 2004/2005: iOpal von Hans-Joachim Hespos an der Staatsoper Hannover
- 2005/2006: Ein Atemzug – die Odyssee von Isabel Mundry an der Deutschen Oper Berlin
- 2006/2007: Alice in Wonderland von Unsuk Chin an der Bayerischen Staatsoper
- 2007/2008: Phaedra von Hans Werner Henze an der Berliner Staatsoper
- 2008/2009: Proserpina von Wolfgang Rihm bei den Schwetzinger Festspielen, Hamlet von Christian Jost an der Komischen Oper Berlin und La porta della legge von Salvatore Sciarrino in Wuppertal
- 2009/2010: Medea von Aribert Reimann an der Wiener Staatsoper
- 2010/2011: Dionysos von Wolfgang Rihm bei den Salzburger Festspielen[24]
- 2011/2012: Orest von Manfred Trojahn an der De Nederlandse Opera, Amsterdam[12]
- 2012/2013: Written on Skin von George Benjamin beim Festival d’Aix-en-Provence und Der Idiot von Mieczysław Weinberg am Nationaltheater Mannheim[13]
- 2013/2014: Böse Geister von Adriana Hölszky (nach Dostojewskij) am Nationaltheater Mannheim
- 2014/2015: Esame di mezzanotte von Lucia Ronchetti am Nationaltheater Mannheim
- 2015/2016: Koma von Georg Friedrich Haas für die Schwetzinger SWR Festspiele und das Staatstheater Darmstadt[15]
- 2016/2017: Infinite Now von Chaya Czernowin, Koproduktion der Opera Vlaanderen Antwerpen/Gent, des Nationaltheaters Mannheim und des Pariser IRCAM[16]
- 2017/2018: Lunea von Heinz Holliger im Opernhaus Zürich[17]
- 2018/2019: Fin de partie von György Kurtág an der Mailänder Scala[18]
- 2019/2020: Orlando von Olga Neuwirth an der Wiener Staatsoper ex aequo mit Snedronningen/The Snow Queen von Hans Abrahamsen (Kopenhagen und München)[19]
- 2020/2021: –
- 2021/2022: Sleepless von Péter Eötvös an der Staatsoper Berlin und Girl with a Pearl Earring von Stefan Wirth am Opernhaus Zürich[21]
- 2022/2023: Blühen von Vito Žuraj an der Oper Frankfurt und La légende de Tristan von Charles Tournemire am Theater Ulm[22]
- 2023/2024: Dora von Bernhard Lang an der Staatsoper Stuttgart[23]

Wiederentdeckung des Jahres 
- 1995/1996: Oedipe von George Enescu an der Deutschen Oper Berlin[29]
- 1996/1997: Der König Kandaules von Alexander von Zemlinsky an der Hamburgischen Staatsoper
- 1997/1998: The Midsummer Marriage von Michael Tippett an der Bayerischen Staatsoper München
- 1998/1999: Der hochmütige, gestürzte und wieder erhabene Croesus von Reinhard Keiser an der Berliner Staatsoper
- 1999/2000: Robert le diable von Giacomo Meyerbeer unter Marc Minkowski an der Berliner Staatsoper
- 2000/2001: Louise und Julien von Gustave Charpentier am Theater Dortmund[30]
- 2001/2002: Der ferne Klang von Franz Schreker an der Deutschen Oper Berlin
- 2002/2003: Der Schatzgräber von Franz Schreker an der Oper Frankfurt
- 2003/2004: Eliogabalo von Francesco Cavalli am Brüsseler Opernhaus La Monnaie/De Munt
- 2004/2005: Die Rheinnixen von Jacques Offenbach an der Oper Trier
- 2005/2006: Aeneas in Carthago von Joseph Martin Kraus an der Staatsoper Stuttgart
- 2006/2007: Il Giustino von Giovanni Legrenzi bei den Schwetzinger Festspielen
- 2007/2008: Jeanne d’Arc von Walter Braunfels an der Deutschen Oper Berlin
- 2008/2009: Kehraus um St. Stephan und Karl V. von Ernst Krenek bei den Bregenzer Festspielen
- 2009/2010: Medea in Corinto von Johann Simon Mayr am Nationaltheater München
- 2010/2011: Die Passagierin von Mieczysław Weinberg bei den Bregenzer Festspielen[24]
- 2011/2012: Schwanda, der Dudelsackpfeifer (Švanda dudák)  von Jaromír Weinberger an der Semperoper Dresden[12]
- 2012/2013: Vasco da Gama oder Die Afrikanerin (L’Africaine) von Giacomo Meyerbeer am Opernhaus Chemnitz[13]
- 2013/2014: Salomé von Antoine Mariotte an der Bayerischen Theaterakademie
- 2014/2015: Berenike, Königin von Armenien alias Il Vologeso von Niccolò Jommelli an der Oper Stuttgart[14]
- 2015/2016: Der Schmuck der Madonna von Ermanno Wolf-Ferrari am Theater Freiburg[15]
- 2016/2017: Die Harmonie der Welt von Paul Hindemith am Landestheater Linz [16]
- 2017/2018: Das Wunder der Heliane von Erich Wolfgang Korngold an der Deutschen Oper Berlin[17]
- 2018/2019: Guercœur von Albéric Magnard am Theater Osnabrück[18]
- 2019/2020: Lanzelot von Paul Dessau am Deutschen Nationaltheater Weimar[19]
- 2020/2021: –
- 2021/2022: Frédégonde von Ernest Guiraud, Camille Saint-Saëns und Paul Dukas an der Oper Dortmund sowie Fremde Erde von Karol Rathaus am Theater Osnabrück[21]
- 2022/2023: Die ersten Menschen von Rudi Stephan an der Oper Frankfurt[31]
- 2023/2024: Fausto von Louise Bertin am Aalto-Theater in Essen[23]

### Veröffentlichungen
Buch
- 1995/1996: Hans Werner Henze: Reisebilder mit böhmischen Quinten
- 1996/1997: Astrid Varnay: Hab mir’s gelobt
- 1997/1998: Nike Wagner: Wagner Theater
- 1998/1999: Anja Silja: Die Sehnsucht nach dem Unerreichbaren
- 1999/2000: Claus Helmut Drese: …aus Vorsatz und durch Zufall…
- 2000/2001: Anselm Gerhard und Uwe Schweikert: Verdi-Handbuch
- 2001/2002: Brigitte Hamann: Winifred Wagner oder Hitlers Bayreuth im Piper Verlag
- 2002/2003: Dietrich Fischer-Dieskau: Hugo Wolf. Leben und Werk
- 2003/2004: Hector Berlioz: Schriften in 10 Bänden im Laaber Verlag
- 2004/2005: Ingo Metzmacher: Keine Angst vor neuen Tönen im Rowohlt Berlin Verlag
- 2005/2006: Ulrich Schreiber: Opernführer für Fortgeschrittene. Die Geschichte des Musiktheaters im Bärenreiter Verlag
- 2006/2007: Ulrich Schreiber: Opernführer für Fortgeschrittene. Das 20. Jahrhundert III im Bärenreiter Verlag
- 2007/2008: Juliane Brand, Christopher Hailey und Andreas Meyer (Hrsg.): Briefwechsel Arnold Schönberg – Alban Berg bei Schott Music
- 2008/2009: Stephan Mösch: Weihe, Werkstatt, Wirklichkeit im Bärenreiter Verlag
- 2009/2010: Peter Gülke: Robert Schumann. Glück und Elend der Romantik im Zsolnay Verlag
- 2010/2011: Udo Bermbach: Richard Wagner in Deutschland bei Metzler
- 2011/2012: Hans Neuenfels: Das Bastardbuch. Autobiografische Stationen, Edition Elke Heidenreich bei C. Bertelsmann
- 2012/2013: Holger Noltze: Liebestod bei Hoffmann und Campe
- 2013/2014: Walter Werbeck (Hrsg.): Richard Strauss Handbuch bei Metzler/Bärenreiter
- 2014/2015: Christian Gerhaher: Halb Worte sind’s, halb Melodie. Gespräche mit Vera Baur bei Henschel/Bärenreiter
- 2015/2016: Ulrich Drüner: Richard Wagner bei Blessing
- 2016/2017: Michael Walter: Oper. Geschichte einer Institution bei Metzler
- 2017/2018: Richard Erkens (Hrsg.): Puccini-Handbuch bei Metzler/Bärenreiter[17]
- 2018/2019: Volker Hagedorn: Der Klang von Paris bei Rowohlt[32]
- 2019/2020: Sergio Morabito: Opernarbeit bei Metzler/Bärenreiter[27]
- 2020/2021: –
- 2021/2022: Hans Neuenfels: Fast nackt. Letzte Texte bei Eisele sowie Volker Hagedorn: Flammen. Eine europäische Musikerzählung 1900–1918 bei Rowohlt[21]
- 2023/2024: Peter Gülke: Von geschriebenen Noten zu klingenden Tönen bei Bärenreiter/Metzler, Jeremy Eichler: Das Echo der Zeit bei Klett-Cotta, Arnold Jacobshagen: Maria Callas. Kunst und Mythos bei Reclam[23]

CD/DVD/Platte
- 1995/1996: Giuseppe Verdi: Maskenball, Gesamtaufnahme unter Fritz Busch (1951)
- 1996/1997: Richard Wagner: Die Meistersinger von Nürnberg unter Rafael Kubelík (1967)
- 1997/1998: Georg Philipp Telemann: Orpheus unter René Jacobs
- 1998/1999: Wolfgang Amadeus Mozart: Così fan tutte unter René Jacobs
- 1999/2000: Georg Friedrich Händel: Alcina unter William Christie
- 2000/2001: Christoph Willibald Gluck: Iphigénie en Tauride unter Marc Minkowski
- 2001/2002: Helmut Lachenmann: Das Mädchen mit den Schwefelhölzern unter Lothar Zagrosek
- 2002/2003: Georg Friedrich Händel: Rinaldo unter René Jacobs
- 2003/2004: Der Stuttgarter Ring auf DVD (TDK)
- 2004/2005: Carlos Kleiber – Die Legende auf 5 DVDs
- 2005/2006: Wolfgang Amadeus Mozart: Titus unter René Jacobs
- 2006/2007: Richard Wagner: Der Ring des Nibelungen unter Joseph Keilberth, Decca
- 2007/2008: Walter-Felsenstein-Edition, Arthaus Musik 101305 (12 DVDs)
- 2008/2009: Wolfgang Amadeus Mozart: Idomeneo unter René Jacobs, Harmonia Mundi
- 2009/2010: Cecilia Bartoli: Sacrificium, Decca
- 2010/2011: Wolfgang Amadeus Mozart: Die Zauberflöte unter René Jacobs, Harmonia Mundi
- 2011/2012: Martha Mödl: The Portrait of a Legend, Edition Günter Hänssler
- 2012/2013: Vincenzo Bellini: Norma, Decca
- 2013/2014: Wolfgang Amadeus Mozart: Le nozze di Figaro, Sony Classical
- 2014/2015: Teodor Currentzis/Wolfgang Amadeus Mozart: Così fan tutte mit MusicAeterna
- 2015/2016: Giuseppe Verdi: Aida, Warner
- 2016/2017: Diana Damrau: Meyerbeer: Grand Opéra mit dem Orchestre de l’Opéra National de Lyon unter Emmanuel Villaume
- 2017/2018: Hector Berlioz: Les Troyens unter John Nelson, Erato[17]
- 2018/2019: Jodie Devos: Offenbach Colorature mit dem Münchner Rundfunkorchester unter Laurent Campellone, Alpha[32]
- 2019/2020: René Jacobs: Urfassung von Beethovens Leonore mit dem Freiburger Barockorchester, harmonia mundi[27]
- 2020/2021: –
- 2021/2022: Christian Gerhaher: Alle Schumann-Lieder, Sony Classical[21]
- 2023/2024: Michael Spyres: In the Shadows, Erato[23]

### Ärgernis
- 1995/1996: Schlafes Bruder von Herbert Willi am Opernhaus Zürich
- 1996/1997: Kulturpolitische Zerstörung der Frankfurter Oper
- 1997/1998: Berliner Opernstagnation unter Kultursenator Peter Radunski
- 1998/1999: Dauerärgernis Berlin; Flops an der Bayerischen Staatsoper
- 1999/2000: Zensur der Csárdásfürstin-Inszenierung in Dresden
- 2000/2001: Reformvorschläge des Kultursenators Christoph Stölzl in Berlin
- 2001/2002: Fidelio an der Deutschen Oper Berlin mit Eva Johansson und Franz Hawlata
- 2002/2003: Berlin
- 2003/2004: Opernpolitik in Berlin, Abgang von Christian Thielemann
- 2004/2005: Prominente Regie-Dilettanten
- 2005/2006: Die lustige Witwe an der Berliner Staatsoper
- 2006/2007: Absetzung der Idomeneo-Inszenierung von Hans Neuenfels an der Deutschen Oper Berlin
- 2007/2008: Berliner Opernkrise
- 2008/2009: Stuttgarter Opernkrise
- 2009/2010: Kulturpolitik und Aufführungen in München
- 2010/2011: Wachsendes Unbehagen an der Erschöpfung oder Selbstüberschätzung von Regie und an kunstfeindlichen Schachzügen der Politik
- 2011/2012: Querelen um die Oper Köln
- 2012/2013: Fahrlässiger Umgang mit NS-Symbolik, z. B. im Düsseldorfer Tannhäuser
- 2013/2014: Gescheiterte Neuausrichtung der Semperoper Dresden
- 2014/2015: Fehlleistungen, Intrigen, Dunkelstellen um Bayreuths Festspielhügel
- 2015/2016: Chaos und Kostenexplosion auf Theaterbaustellen
- 2016/2017: Regietheater
- 2017/2018: Parsifal-Kulisse von Georg Baselitz als Sinnbild für verfehlte Bühnen-Dekorationen prominenter Maler[17]
- 2018/2019: Machtkampf um die Oper Halle[32]

### Ungewöhnlichste Opernerfahrung
- 2019/2020: „Die enorme künstlerische Kreativität in Krisenzeiten“[27]
- 2022/2023: Saint François d’Assise von Olivier Messiaen an der Staatsoper Stuttgart[33]
- 2023/2024: –[23]